# Hội đồng Nước Thế giới
Hội đồng Nước Thế giới viết tắt tiếng Anh là WWC (World Water Council) là một think tank, hay tổ chức tư vấn quốc tế, hoạt động trong lĩnh vực xây dựng chính sách sử dụng nước công bằng và bền vững .
Hội đồng Nước được thành lập năm 1996, có trụ sở tại Marseille, Pháp. Vào tháng 3/2017 Hội đồng có 341 thành viên, bao gồm các tổ chức từ Liên hợp quốc, các tổ chức liên chính phủ, các doanh nghiệp tư nhân (các công ty xây dựng, kỹ thuật và chế tạo), các chính phủ và các bộ, các viện nghiên cứu, các tổ chức quốc tế, các chính quyền địa phương và các nhóm xã hội dân sự. Các thành viên sáng lập và thành viên cấu thành của Hội đồng Nước Thế giới bao gồm Ủy ban Quốc tế về Thủy lợi và Thoát nước (ICID), Liên minh Bảo tồn Thiên nhiên Quốc tế (IUCN), Hiệp hội Nước Quốc tế (IWA), AquaFed (Liên đoàn các Nhà khai thác Nước tư nhân), công ty Suez Lyonnaise des Eaux, các cơ quan Liên Hợp Quốc UNDP và UNESCO, và Ngân hàng Thế giới WB 
Nhiệm vụ của WWC là "nâng cao nhận thức, xây dựng cam kết chính trị và kích hoạt các vấn đề nước quan trọng ở tất cả các cấp, bao gồm mức quyết định cao nhất, nhằm tạo điều kiện bảo tồn, bảo vệ, phát triển, lập kế hoạch, quản lý và sử dụng nước hợp lý tất cả các kích thước của nó trên cơ sở bền vững môi trường vì lợi ích của tất cả cuộc sống trên trái đất".
Hàng năm, Hội đồng Nước Thế giới tổ chức Diễn đàn Nước Thế giới với sự hợp tác chặt chẽ với các cơ quan có thẩm quyền của nước chủ nhà. Diễn đàn là sự kiện quốc tế lớn nhất trong lĩnh vực nước. Diễn đàn Nước Thế giới lần thứ 6 đã diễn ra tại Marseille, Pháp năm 2012, và Diễn đàn Nước Thế giới lần thứ 7 tại Daegu-Gyeongbuk, Hàn Quốc tháng 4 năm 2015. Diễn đàn Nước Thế giới lần thứ 8 sẽ diễn ra ở Brasilia, Brazil, từ 18 đến Ngày 23 tháng 3 năm 2018 với chủ đề "Chia sẻ Nước".
Hội đồng Nước Thế giới được tài trợ chủ yếu thông qua phí hội viên, và sự hỗ trợ bổ sung được cung cấp bởi thành phố chủ nhà Marseille. Các dự án và chương trình cụ thể được tài trợ thông qua các khoản đóng góp và trợ cấp từ các chính phủ, các tổ chức quốc tế và tổ chức phi chính phủ.